# Louis Cardinaux

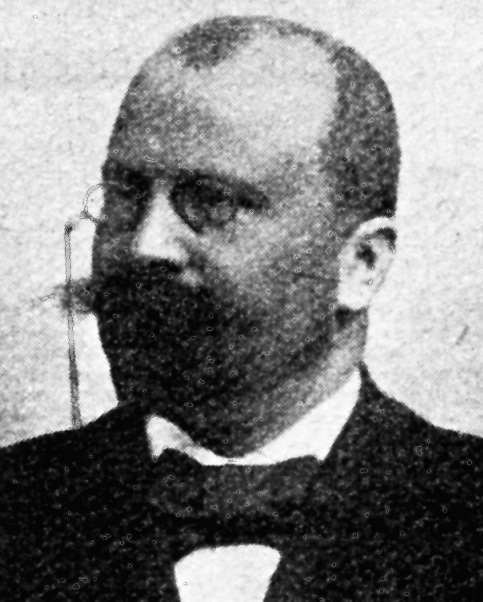
Louis Cardinaux

Louis Cardinaux (* 16. Mai 1859 in Freiburg; † 11. Mai 1914 ebenda; heimatberechtigt in Châtel-Saint-Denis) war ein Schweizer Politiker.

## Leben
Louis Cardinaux wurde als Sohn des Vincent Cardinaux, Fürsprecher, Präsident des Bezirksgerichts Saane und Grossrat, und der Anne Marie Burdel geboren. Er heiratete Marie Bourquenoud, Tochter des Grossbauern Jean Bourquenoud aus Vaulruz.
Nach dem Besuch des Kollegiums St. Michael in Freiburg und des Benediktinerkollegiums in Sarnen (OW) studierte er an der Rechtsschule in Freiburg. Anschliessend arbeitete er als Sekretär im kantonalen Justizdepartement (1881–1885) und als Schreiber am Bezirksgericht See (1885–1890), bevor er als Präsident des Bezirksgerichts Saane tätig war (1890–1894).
Cardinaux war zwischen 1890 und 1914 Mitglied des Freiburger Grossrats und von 1894 bis 1914 konservativer Staatsrat in der Baudirektion. In dieser Funktion war er Hauptinitiator der Gründung der Freiburgischen Elektrizitätswerke. Von 1898 bis 1914 vertrat er den Kanton Freiburg als Ständerat. Während seiner ganzen Laufbahn wirkte Cardinaux als rechte Hand von Georges Python.